# Заовражье (Башкортостан)
Заовражье (баш. Заовражье) — деревня в Белебеевском районе Республики Башкортостан Российской Федерации. Входит в состав Максим-Горьковского сельсовета. 

## География

### Географическое положение
Расстояние до:
- районного центра (Белебей): 18 км,
- центра сельсовета (Центральной усадьбы племзавода им. Максима Горького): 6 км,
- ближайшей ж/д станции (Аксаково): 8 км.

## Население
| 2002 | 2009 | 2010 |
| ---- | ---- | ---- |
| 0    | ↗4   | ↘0   |

Национальный состав
На 1 января 1969 года проживали 178 человек; преимущественно белорусы.